# Гавалешко Микола Петрович
Микола Петрович Гавалешко (27 січня 1932, Вашківці, жудець Сторожинець, Румунія — 2 червня 2002, Чернівці, Україна) — видатний науковець-фізик і педагог, громадський діяч

## Біографія
Народився в селянській родині.
У рідному місті в 1950 році закінчив середню школу.
З 1950 по 1955 рік навчався на фізико-математичному факультеті Чернівецького державного університету, з яким було пов'язане все його життя.
1956–1958 — асистент кафедри напівпровідників фізико-математичного факультету Чернівецького університету.
1958–1961 — навчання в аспірантурі (керівник — професор, член-кореспондент Академії наук УРСР К. Д. Товстюк).
1961–1964 — старший науковий співробітник науково-дослідної лабораторії напівпровідників.
1965 — захистив дисертацію на ступінь кандидата фізико-математичних наук.
1964–1966 — старший викладач кафедри напівпровідників.
1966–1968 — доцент кафедри напівпровідників.
1968–1971 — декан фізичного факультету.
1971–1997 — завідувач кафедри напівпровідникових матеріалів, яка з 1994 року була перейменована на кафедру фізичної електроніки.
1984 — захистив дисертацію на ступінь доктора фізико-математичних наук.
1986 — присвоєно вчене звання професора, Соросівський професор (1995–1996).
1997 — присвоєно звання Почесного професора Чернівецького національного університету імені Юрія Федьковича.
Помер 2 червня 2002 року в м. Чернівці.

## Наукова діяльність
Микола Петрович Гавалешко зробив вагомий внесок у створення нового наукового напрямку в Україні в області напівпровідникового матеріалознавства.
Ним створена наукова школа «Матеріалознавство нових напівмагнітних напівпровідників з широким спектром властивостей».
Під його керівництвом та при безпосередній його участі були розроблені фізичні основи технології нових багатокомпонентних напівмагнітних напівпровідників із безщілинними, вузькозонними та широкозонними станами, досліджено вплив температури (до 0,08К), магнітних полів (до 300 Тл), деформацій, опромінення на властивості напівпровідникових матеріалів на основі А2В6 сполук.
Кристали, вирощені в лабораторіях кафедри, неодноразово були експонатами Виставки досягнень народного господарства СРСР та нагороджені медалями.
Керував міжвузівською програмою «Напівмагнітні напівпровідники і прилади на їх основі».
Ним було опубліковано близько 250 наукових праць у фахових українських, союзних та зарубіжних журналах, одержано 14 авторських свідоцтв на винаходи.
Найвагоміші його наукові праці опубліковані у журналах: «Український фізичний журнал», «Фізика і техніка напівпровідників», «Журнал неорганічної хімії», відомостях вузів «Фізика», «Неорганічні матеріали».

## Педагогічна діяльність
Кафедра напівпровідникових матеріалів готувала інженерні кадри для заводів міста Чернівці, які працювали в галузі військово-оборонної та електронної промисловостей, та науковців для наукових закладів багатьох міст колишнього Радянського Союзу.
Його учні захистили 4 докторських і 27 кандидатських дисертацій.
Відзначений премією і дипломом «За найкращу наукову роботу» Мінвузу Української РСР (1987).
Нагороджений почесним знаком «За відмінні успіхи в галузі вищої освіти СРСР».
Гавалешко В. П. був членом двох вчених Рад із захисту кандидатських і докторських дисертацій, членом консультативної Ради Міжнародного енциклопедичного бюро з фізики.

## Громадська діяльність
Гавалешко М. П. перший Голова обласного товариства української мови імені Т. Г. Шевченка.

## Нагороди
- Почесний професор Чернівецького національного університету імені Юрія Федьковича (1996).
- Медаль «За доблесну працю».
- Почесна відзнака Міністерства вищої і середньої спеціальної освіти СРСР «За відмінні успіхи в галузі вищої освіти СРСР».

## Пошанування
На вулиці Коцюбинського, 7 у Чернівцях встановлена меморіальна дошка з написом:
«У цьому будинку з 1964 по 2002 рік жив і працював видатний вчений-фізик і педагог, доктор фіз.-мат наук, перший декан фізичного факультету, завідувач кафедри напівпровідникових матеріалів, Почесний професор Чернівецького національного університету Микола Петрович ГАВАЛЕШКО».